# Хоменко, Владимир Петрович
Владимир Петрович Хоменко (укр. Володимир Петрович Хоменко; род. 26 июля 1954, с. Черемошное, Погребищенского района, Винницкой области) — украинский политический деятель.

## Образование
В 1976 году окончил Киевский автомобильно-дорожный институт по специальности экономика и организация автомобильного транспорта, а в 1986 году — Академию МВД СССР по специальности организатор управления в сфере правопорядка.

## Трудовая деятельность
1976—1978 — инспектор отделения БХСС отдела милиции Краснодонского горрайисполкома УВД Ворошиловградской области.
1978—1984 — начальник отделения БХСС отдела милиции Краснодонского горрайисполкома УВД Ворошиловградской области.
1986—1989 — оперуполномоченный, старший оперуполномоченный управления по борьбе с хищениями социалистической собственности МВД Украины, г. Киев.
1989—1993 — заместитель начальника отдела, начальник отдела по защите экономики от преступных посягательств УВД в Черновицкой области.
1993 — начальник управления по защите экономики от преступных посягательств УВД в Черновицкой области.
1993—1997 — начальник управления государственной службы по борьбе с экономическими преступлениями УМВД Украины в Черновицкой области.
1997—1998 — первый заместитель председателя Государственной налоговой администрации — начальник управления налоговой милиции ГНА в Черновицкой области.
1998—2003 — первый заместитель председателя Государственной налоговой администрации — начальник Управления налоговой милиции ГНА в Автономной Республике Крым.
2003—2005 — начальник Управления налоговой милиции в г. Севастополе ГНА Севастополя.
Февраль 2005 — февраль 2007 — начальник Главного управления МВД Украины в Крыму.
Февраль — июнь 2007 — первый заместитель начальника Главного управления СБУ в Крыму.
С 6 июня по 27 декабря 2007 года — Постоянный Представитель Президента Украины в Крыму.
С 26 декабря 2007 по 3 сентября 2009 года — заместитель Министра внутренних дел Украины.
С 12 марта по 6 июня 2014 года — заместитель Министра доходов и сборов Украины.
С 6 июня 2014 по 23 марта 2015 года — первый заместитель Председателя Государственной фискальной службы Украины.
Депутат Верховной Рады Крыма IV созыва (2002—2006).

## Награды и звания
- Знак отличия Автономной Республики Крым «За верность долгу» (2004)[10].
- Заслуженный юрист АРК (2005), генерал-лейтенант, генерал-полковник милиции.